# Кадькалова, Эмилия Петровна
Эмилия Петровна Кадькалова (16 июля 1931, Днепропетровск — 26 апреля 2015, Саратов) — советский и российский лингвист, педагог. Внесла вклад в развитие дериватологии и историографии лингвистики.

## Биография
Родилась в семье мастера цеха Днепропетровского завода им. Г. И. Петровского Трескунова Петра Владимировича (1890—1936) и учителя школы Трескуновой Марии Семеновны (1895—?). Брат, Трескунов Владимир Петрович (1916—1947, Днепропетровск), офицер, участник Великой Отечественной войны. Второй брат, Трескунов Игорь Петрович (1923—1941), погиб на фронте.
В 10-летнем возрасте Эмилия Петровна с мамой, спасаясь от фашистской оккупации, вместе с отступающими советскими войсками прошла трудными фронтовыми дорогами под постоянными бомбёжками и пулеметными расстрелами немецкой авиации. В конце тяжелого пути оказались в Казахстане.
В 1949 г. окончила с золотой медалью сш. № 54 г. Алма-Аты. В 1954 г. с отличием окончила филологический факультет Казахского государственного университета им. С. М. Кирова (г. Алма-Ата). В 1951 г. вышла замуж за студента-филолога Казгосуниверситета им. С. М. Кирова Кадькалова Юрия Григорьевича.
В 1954—1973 г.г. преподавала в Кзыл-Ординском педагогическом институте им. Н. В. Гоголя (г. Кзыл-Орда). В 1966 г. окончила годичную очную аспирантуру при кафедре русского языка филологического факультета МГУ им. М. В. Ломоносова. В 1967 г. защитила в МГУ кандидатскую диссертацию (науч. рук. — проф. Н. М. Шанский) на тему «Границы и соотношение словообразовательных типов профессиональных и оценочных глаголов с суффиксами -ить, -ничать, -ствовать в русском языке».
С 1973 г. — доцент Саратовского педагогического института, а с 1997 г. профессор Саратовского госуниверситета им. Н. Г. Чернышевского.

## Семья
- Муж — Кадькалов Юрий Григорьевич, канд. филологических. наук, профессор Саратовского государственного университета им. Н. Г. Чернышевского;
- Дочь — Крючкова Ольга Юрьевна, д-р. филологических. наук, профессор, зав. каф. Саратовского государственного университета им. Н. Г. Чернышевского;
- Зять — Крючков Владимир Петрович, д-р. филологических наук, профессор, заф. каф. Саратовского государственного университета им. Н. Г. Чернышевского
- Сын — Кадькалов Сергей Юрьевич, канд. физ.-мат. наук, программист.
- Внучка — Крючкова Надежда Владимировна, д-р. филологических наук, профессор каф. Саратовской государственной юридической академии.

## Основные работы
Круг научных интересов Э. П. Кадькаловой широк, она автор 130 научных трудов. Исследования Э. П. Кадькаловой характеризовались новизной, перспективностью постановки проблемы, глубиной содержания. Её публикации посвящены проблемам русского словообразования, фонетики, фонологии, морфологии, синтаксиса, стилистики, анализа художественного текста, теории языка, лингвистической историографии, методики преподавания русского языка в вузе и в школе. Например: «Форма синтаксического предиката и смысл высказывания» (1990), «Основания интерпретации языка художественных текстов» (1994), «Фонетика и словообразование» (2002), «Из истории науки о русском словообразовании (от М. В. Ломоносова)» (2009) и др. 

Резонансной была статья Э. П. Кадькаловой «Лексические значения производных слов» (Русский язык в школе, 1972, № 5), в которой по-новому был поставлен вопрос о специфике лексической семантики производных слов. Данная проблема нашла впоследствии продолжение в исследованиях других лингвистов

В статье «Невостребованная концепция русского словопроизводства» (Филологические науки. — 1993. — № 2), по отдельным замечаниям, рассыпанным в трудах проф. А. Н. Гвоздева, Э. П. Кадькалова представила оригинальную систему взглядов А. Н. Гвоздева на русское словопроизводство. В результате проф. А. Н. Гвоздев впервые предстал как крупный исследователь-дериватолог.

В 2007 г. была опубликована научная монография Э. П. Кадькаловой «К изучению законов словопроизводства». Здесь описаны закономерности распределения словообразовательных средств в границах одной словообразовательной категории на разных срезах истории русского языка. В монографии показан очень важный переход от дериватологии мотивационной (описательной) к дериватологии генеративной (объяснительной), что представляет собой более высокий уровень изучения словообразовательной системы языка.

В учебном пособии «Глубины языковых реалий на экране русского Слова. От звука к фонеме, графеме и орфограмме» Э. П. Кадькаловой был разработан не вошедший в учебную традицию комплекс вопросов о лингвистическом статусе и познавательной информативности «Слова вообще», о принципах организации звуко-буквенной формы русского слова и о перспективах углубления соответствующего аспекта знаний на основе внимания к самой сущности слова, к многообразию вербальных типов и их речевых модификаций.

Кадькалова Э. П. была научным руководителем постоянной кафедральной научно-исследовательской темы «Слово, предложение, текст; структура и семантика: парадигматический, ассоциативный, концептуальный, коммуникативный аспекты». Под научным руководством Э. П. Кадькаловой успешно защитили кандидатские диссертации ряд аспирантов.

## Отзывы
Её ученики-аспиранты написали: «Эмилия Петровна была по-настоящему страстным ученым, с безграничной любовью к языку, и эта страсть буквально заражала и вдохновляла. Она обладала удивительной способностью переходить от частных наблюдений в языке к глубоким философским обобщениям».

Характерна и оценка Э. П. Кадькаловой, данная известным саратовским лингвистом-философом проф. В. С. Юрченко. В предисловии к своей последней монографии «Предложение и слово. Проблема их соотношения в лингвофилософском плане» (Саратов, 1997) он подчеркнул: «Выражаю искреннюю благодарность профессору кафедры русского языка Саратовского пединститута Э. П. Кадькаловой: многолетнее творческое общение с Эмилией Петровной глубоко и тонко мыслящим лингвистом, было постоянно действующим фактором, стимулировавшим мои научные поиски и размышления».
Журнал «Русский язык в школе» отметил: «Эмилия Петровна Кадькалова была талантливым лингвистом. Она обладала способностью проникнуть в самую суть наблюдаемого явления, познать ег во всех деталях и увидеть то, что ранее казалось незаметным.»

## Награды
- Медаль «За доблестный труд. В ознаменование 100-летия со дня рождения Владимира Ильича Ленина»

## Книги
- Выход в теорию словообразования. К вопросу о соотношении понятий словообразовательная производность и словобразовательная мотивированность. — Саратов: ООО «Буква», 2015. — 341 с.
- Из истории русской дериватологии. О научном наследии лингвистов Поволжья (советский период). — Саратов: ИЦ «Наука», 2008. — 160 с. (соавтор Ю. Г. Кадькалов).
- Начальный курс науки о языке. Кн. 1: Общее языкознание. — Изд. 2-е, испр. и доп. — Саратов: Научная книга, 2004. — 200 с. (соавтор Ю. Г. Кадькалов).
- Начальный курс науки о языке. Кн. 3: Современный русский язык. Текст. Предложение. Слово. — Саратов: Амирит, 2015. — 336 с.
- К изучению законов словопроизводства. Агентивные глаголы в русском языке. — Саратов: ИЦ «Наука», 2007. — 215 с.
- О научном наследии саратовских лингвистов. — Саратов: ИЦ «Наука», 2008. — 193 с. (соавтор Ю. Г. Кадькалов).
- Из истории науки о русском словообразовании (от М. В. Ломоносова). — Саратов: Изд-во СГУ, 2009. — 311 с. (соавтор Ю. Г. Кадькалов).
- Глубины языковых реалий на экране русского слова. От звука к фонеме, графеме, орфограмме. — Саратов: Изд-во СГУ, 2011. — 75 с.
- Историческая динамика отношений между основными моделями русских агентивных глаголов // Динамика семантико-словообразовательных подсистем русского языка: Коллективная монография. — Саратов: Изд-во СГУ, 2010. — 368 с. (с. 87—153).
- Юрченко В. С. Очерки по философии языка и философии языкознания / Сост. и отв. ред. мемориальной монографии Э. П. Кадькалова. — Саратов. Изд-во СГУ, 2000. — 366 с.

## Учебно-методические пособия
- Лингвистический и стилистический анализ текста. Для студентов-филологов. — Саратов: Изд-во СГПИ, 1980. — 80 с. (соавторы Ю. Н. Кан, Н. Я. Сердобинцев).
- Современный русский язык: Фонетика. Лексика. Морфемика. Словообразование. — Изд.3-е, доп. — Саратов: Наука, 2008. — 80 с. (соавторы Л. В. Балашова, В. А. Коробейникова).
- Современный русский язык: Морфология. Для студентов-филологов. — Изд 3-е, доп. — Саратов: Наука, 2012. — 137 с. (соавторы В. Ф. Ильина, Т. Е. Аношкина).
- Балашова Л. В., Мякшева О. В., Андреева С. В. Современный русский язык: Синтаксис словосочетания и простого предложения / Под ред. Э. П. Кадькаловой. — Изд 2-е, доп. — Саратов: Изд-во СГУ, 2006. — 77 с.
- Современный русский язык. Синтаксис сложного предложения: Сб. упражнений для студентов-заочников. — Саратов: СГПИ, 1990. — 67 с. (соавтор Л. В. Балашова).
- Современный русский язык: Лабораторные работы. Фонетика. Орфоэпия. Фонология. Графика. Орфография. Лексикология Лексикография. Фразеология. Для студентов-филологов. — Саратов: СГПИ, 1988. — 83 с. (соавторы Л. В. Балашова, В. А. Коробейникова).
- Лабораторные работы по современному русскому языку. — Саратов: СГПИ, 1979. — 70 с. (соавторы Ю. Н. Кан, Н. Я. Сердобинцев).

## Избранные статьи
- К вопросу о словообразовательном параллелизме отыменных глаголов // Русский язык в школе. — 1965. — № 5.
- Лексические значения производных слов // Русский язык в школе. — 1972. — № 5.
- Некоторые особенности префиксации отыменных глаголов // Русский язык в школе. — 1973. — № 4.
- О соотношении словообразовательной и лексической типологии // Материалы IV Зонального семинара вузов Зап. Сибири по проблемам лексической и грамматической деривации. — Тюмень, 1982.
- Семантическая валентность производного слова // Предложение и слово в русском языке. — Саратов, 1985.
- Форма синтаксического предиката и смысл высказывания // Материалы научной конференции «Аспекты смысловой организации высказывания». — Новосибирск, 1990.
- Синонимические связи производных слов // Лексикология и фразеология: новый взгляд. — М., 1990.
- Семантика как фактор развития словообразовательных структур // Соотношение синхронии и диахронии в языковой эволюции. Материалы Всесоюзной научной конференции. — Москва—Ужгород, 1991.
- Синтаксическая предикация и межкатегориальное словопроизводство. 1. От именного сказуемого к отыменному глаголу // Предложение и части речи в русском языке. — Саратов, 1992.
- Синтаксическая предикация и межкатегориальное словопроизводство. 2. От глагола-сказуемого к отглагольному имени лица // Предложение и части речи в русском языке. — Саратов, 1992.
- Слово в исследованиях Н. Г. Чернышевского // Н. Г. Чернышевский и вопросы языкознания. — Саратов, 1992.
- Невостребованная концепция русского словопроизводства // Филологические науки. — 1993. — № 2.
- Развитие отношений между словообразовательными моделями одной семантико-словообразовательной категории: принципы и перспективы изучения // Исследования по историческому словообразованию. Сб. статей. РАН. Институт русского языка. — М., 1994.
- Слово и образ // Исследования по художественному тексту. Ч. 1. — Саратов, 1994.
- Морфема и формант // Материалы международной конференции «Проблемы русской морфемики». — Орехово-Зуево, 1995.
- Гнездо и формант // Словообразовательное гнездо и принципы его описания. — М., 1997.
- Синхрония — диахрония — история в словообразовании: В. В. Виноградов и современные дискуссии // Международная юбилейная сессия, посвященная 100-летию со дня рожд. акад. В. В. Виноградова. — М., 1995.
- У истоков объяснительной дериватологии // Русский язык: история и современное состояние. — Самара, 1999.
- Лингвофилософские исследования проф. В. С. Юрченко // В. С. Юрченко. Очерки по философии языка и философии языкознания. — Саратов, 2000.
- К перспективам изучения словообразовательных гнезд // Актуальные проблемы русского словообразования. — Елец: Изд. ЕГУ, 2001.
- Фонетика и словообразование // Аванесовские чтения. — М.: МГУ, 2002.
- Стилистика и словообразование // Языковые средства в системе, тексте и дискурсе. Памяти проф. А. Н. Гвоздева. — Самара, 2012.
- Так что же такое словообразовательная мотивированность? // Материалы 3-й международной конференции «Предложение и слово». — Саратов, 2006.
- От словообразовательного анализа к изучению процессов деривации // Русская речь в современном мире. Материалы 3-й международной конференции. — Орел, 2007.
- Проф. И. Н. Горелов о соотношении вербального и невербального в коммуникативной деятельности // Язык — сознание — культура — социум: Сб. науч. трудов. — Саратов: СГУ, 2008 (соавтор Ю. Г. Кадькалов).
- Русская аббревиация: масштабность того, что казалось незначительным и второстепенным // Проф. Дмитрий Иванович Алексеев. Мемориальное издание Самарского университета. — Самара: СамГУ, 2009 (соавтор Ю. Г. Кадькалов).
- «Современный русский язык» в поисках оптимального варианта программы курса // Предложение и слово. — Саратов: СГПИ, 1999.
- Необходимая составляющая подготовки учителя // Российские образовательные традиции. История и современность. — Саратов: СГУ, 2000.
- Николай Максимович Шанский (К 90-летию со дня рождения) // Русский язык в школе. — 2012 — № 11. (соавтор Ю. Г. Кадькалов).